# Partito Fascista Sammarinese
Il Partito Fascista Sammarinese (PFS) fu il partito politico sammarinese espressione del movimento fascista italiano.

## Storia

### Anni '20
Il partito fu fondato il 10 agosto 1922 da Giuliano Gozi come rappresentante del piccolo ceto medio della repubblica di San Marino; nel settembre 1922 una squadra fascista devastò la Casa del Popolo di Serravalle e durante lo stesso mese una squadraccia fascista proveniente dall'Italia entrò a San Marino per catturare l'onorevole Giuseppe Giulietti, rifugiato nella Repubblica. Giulietti riuscì a non farsi trovare, ma la sua casa venne devastata.
Il 1º ottobre 1922 fu eletta una reggenza filofascista, venne chiuso il quotidiano socialista Il Titano e cominciarono le violenze contro le opposizioni. Un esempio emblematico fu quello del socialista Gino Giacomini, che riuscì a evitare una bastonatura barricandosi armato nella sua casa di Borgo Maggiore e che nella notte del 14 ottobre fuggì dalla repubblica in compagnia di altri socialisti per andare in esilio a Roma, dove rimase fino alla caduta del regime.
Alle elezioni del 1923 il partito si presentò con un programma simile all'omologa formazione fascista italiana, sempre con carattere antidemocratico, e ci furono numerosi episodi di violenza nei confronti delle opposizioni. Nello stesso anno venne sciolto il Consiglio Grande e Generale, trasformato in Consiglio Principe e Sovrano, mentre già nel novembre 1922 erano state chiuse tutte le organizzazioni socialiste di San Marino.
Nel 1926 si formò la Lista Patriottica, formata soprattutto da fascisti con una piccola rappresentanza di cattolici, e vennero sciolti, come in Italia, tutti i partiti d'opposizione; si instaurò quindi il regime e fino al 1938 si presentò alle elezioni l'unica lista del PFS.
La legge elettorale passò dal sistema proporzionale a maggioritario: alla lista maggioritaria venivano assegnati 46 Consiglieri, mentre il rimanente quinto (12 Consiglieri) veniva distribuito fra la lista di maggioranza e quella di minoranza. La mancanza di coesione interna portò ad un ulteriore avvicinamento al Partito Nazionale Fascista, facendo perdere a San Marino parte della sua indipendenza, al punto che Mussolini poté costruire la ferrovia Rimini-San Marino, interamente finanziata dall'Italia.
Il quotidiano ufficiale, Il Popolo Sammarinese (ispirato a Il Popolo d'Italia), incominciò a uscire nel 1926, nello stesso anno della visita di Mussolini nel Paese.

### Anni '30
Nel giugno 1933 l'ex Capitano Reggente Ezio Balducci, fascista dissidente, denunciato per aver tentato un colpo di Stato a San Marino, venne arrestato a Roma e subito scarcerato. Il presunto golpe fu definito dalle autorità italiane "un'assurda fantasia". Il processo si tenne a San Marino nel luglio 1933, dopo aver inasprito le pene per i reati contro lo Stato (Legge 15 luglio 1933, n.11 l'art. 3):
Nel dicembre 1933 una legge attribuì al Consiglio dei XII, organo giudiziario di terza istanza, la competenza per giudicare i reati contro lo Stato (come avveniva in Italia con il Tribunale speciale per la difesa dello Stato). Nel marzo 1934 Balducci e altri presunti cospiratori furono così condannati dai quattro ai vent'anni di lavori forzati, sentenze che non verranno mai eseguite e saranno annullate nel 1945.

### Anni '40
Nel 1942 fu promulgata una legge «in difesa della razza», analogamente a quella vigente in Italia dal 1938 e nella Germania nazista dal 1935.
Il 28 luglio 1943, tre giorni dopo la caduta del fascismo in Italia, il Consiglio Principe e Sovrano venne sciolto da un "Comitato della Libertà" (CL), segnando la fine del fascismo sammarinese e la fuoriuscita dei politici fascisti di primo piano dalle cariche pubbliche.
Dal gennaio al settembre del 1944 si ricostituì nel Paese il Fascio Repubblicano di San Marino, caduto definitivamente a seguito dello sfondamento della Linea Gotica da parte della 8ª Armata britannica nel settembre 1944, a cui seguì il ritorno delle libertà democratiche e, nel 1945, l'avvio dell'epurazione e la celebrazione di un processo a 49 fascisti sammarinesi.

## Segretari del PFS
- Giuliano Gozi (1922-1943), poi a capo del Fascio Repubblicano di San Marino dal gennaio al settembre del 1944.

## Risultati elettorali
| Elezione       | Voti  | %    | Seggi   |
| -------------- | ----- | ---- | ------- |
| Politiche 1923 | 1.442 | 97,2 | 60 / 60 |
| Politiche 1926 | 2.444 | 99,9 | 60 / 60 |
| Politiche 1932 | 2.573 | 100  | 60 / 60 |
| Politiche 1938 | 2.916 | 100  | 60 / 60 |